# Half-Life 2: Episode Three
A Half-Life 2: Episode Three egy ígért, de végül ki nem adott folytatása a Half-Life 2 videójáték-sorozatnak, amit a Valve Software fejleszt. Úgy tervezték, hogy ez lett volna az utolsó része a sorozatnak.

## Fejlesztése
2007 karácsonyára tervezték eredetileg a kiadást, amit nem sikerült tartani. Az első koncepciórajzokat 2008-ban adták ki, a Valve pedig azt is nyilatkozta, hogy egy siket karakter is bekerül a programba, aki jelnyelven kommunikál. A következő években aztán egyre kevesebb információ került napvilágra, a Valve se ennek a fejlesztéséről, se az esetleges Half-Life 3-ról nem nyilatkozott. Helyette inkább az egyre népszerűbb Counter Strike: Global Offensive népszerűsítésével voltak elfoglalva. Aztán amikor 2011-ben Gabe Newell is utalt rá, hogy az epizodikus megjelenés már nem foglalkoztatja őket, a játékot hivatalosan is vaporware-nek választották. A szituáció a türelmetlen játékos-közösséget is felkavarta számos mém született a témában (mint pl. hogy a Valve nem tud háromig számolni vagy hogy bármilyen 3-as szám a játék bejelentésének minősül stb.).
Az Episode Two megjelenésével egy időben elkezdték a Source 2 grafikus motor fejlesztését is. Miután a Half-Life 2 és a Source motor párhuzamos fejlesztése korábban is gondokat okozott, ezért az a nemhivatalos döntés született, hogy amíg a motor nem készül el, addig nem készül új játék. Ez 2016-ban készült el, ám ekkor a Valve a virtuális valóság felé fordult. Ugyanebben az évben a történet írója, Marc Laidlaw elhagyta a Valve-et, és azt nyilatkozta, hogy az Episode Three cselekménye egy lezárása lett volna a Half-Life 2 történetének, amit ugyanúgy fejezett volna be, mint ahogy az eddigi részeket: nyitva hagyott kérdésekkel.
2017-ben Laidlaw közzétett egy "Epistle 3" című írást a weboldalán, amelyből nem volt nehéz kikövetkeztetni, hogy az Episode Three története, mindössze a neveket kellett felcserélni. Eszerint a játékban Gordon Freeman és szövetségesei az Északi-sarkra utaztak volna, ahol a Borealis hajót kellett volna megkeresniük. A hajót megemlítették már az Episode Two-ban is, illetve szerepelt a Valve másik játékában a Portal 2-ben, ezzel az elemmel kapcsolták volna össze a két franchise-t. A Borealis az Aperture Science hajója volt, ez a cég a teleportálásnak egy egész más módját találta fel, mint a Black Mesa, de ennek ára volt: a hajójuk térben és időben elveszett. Miközben arra várnak, hogy a hajó ismét feltűnjön a jelenben, a Combine-ok is erre vadásznak, mert a technológia számukra is hatalmas segítség lenne. Gordon Freeman térben és időben utazva végül megszerezte volna a technológiát, amivel egyenesen a Combine Birodalom szívébe utazott volna, ahol azt felrobbantva súlyos csapást mért volna rájuk (de nem teljeset, mert a birodalom Dyson-gömbjét nem tudta volna megsemmisíteni). Az epizód végén Alyxet elrabolta volna G-Man, Freemant a vortigauntok mentették volna meg, a lázadók pedig megtizedelődve és reményvesztetten várták volna a háború végét. Miután a történet kikerült a világhálóra, verseny indult, hogy a történetet ki milyen formában tudja feldolgozni egy saját játékban.
A 2020-ban megjelent Half-Life: Alyx tulajdonképpen okafogyottá tette az Episode Three megjelenését, pontosabban az eredetileg kitalált történetet. A játék befejezése felülírta az Episode Two végét (Eli Vance életben marad), viszont az Episode Three tervezett végét is megvalósítja (Alyxet elrabolja magával G-Man).

## Külső hivatkozások
- A Valve hivatalos oldala (angolul)